# Prospekt Prosvechtchenia (métro de Saint-Pétersbourg)
Prospekt Prosvechtchenia (en russe : Проспе́кт Просвеще́ния) est une station de la ligne 2 du Métro de Saint-Pétersbourg. Elle est située dans le raïon de Vyborg à Saint-Pétersbourg en Russie.
Mise en service en 1988, elle est desservie par les rames de la ligne 2 du métro de Saint-Pétersbourg.

## Situation sur le réseau

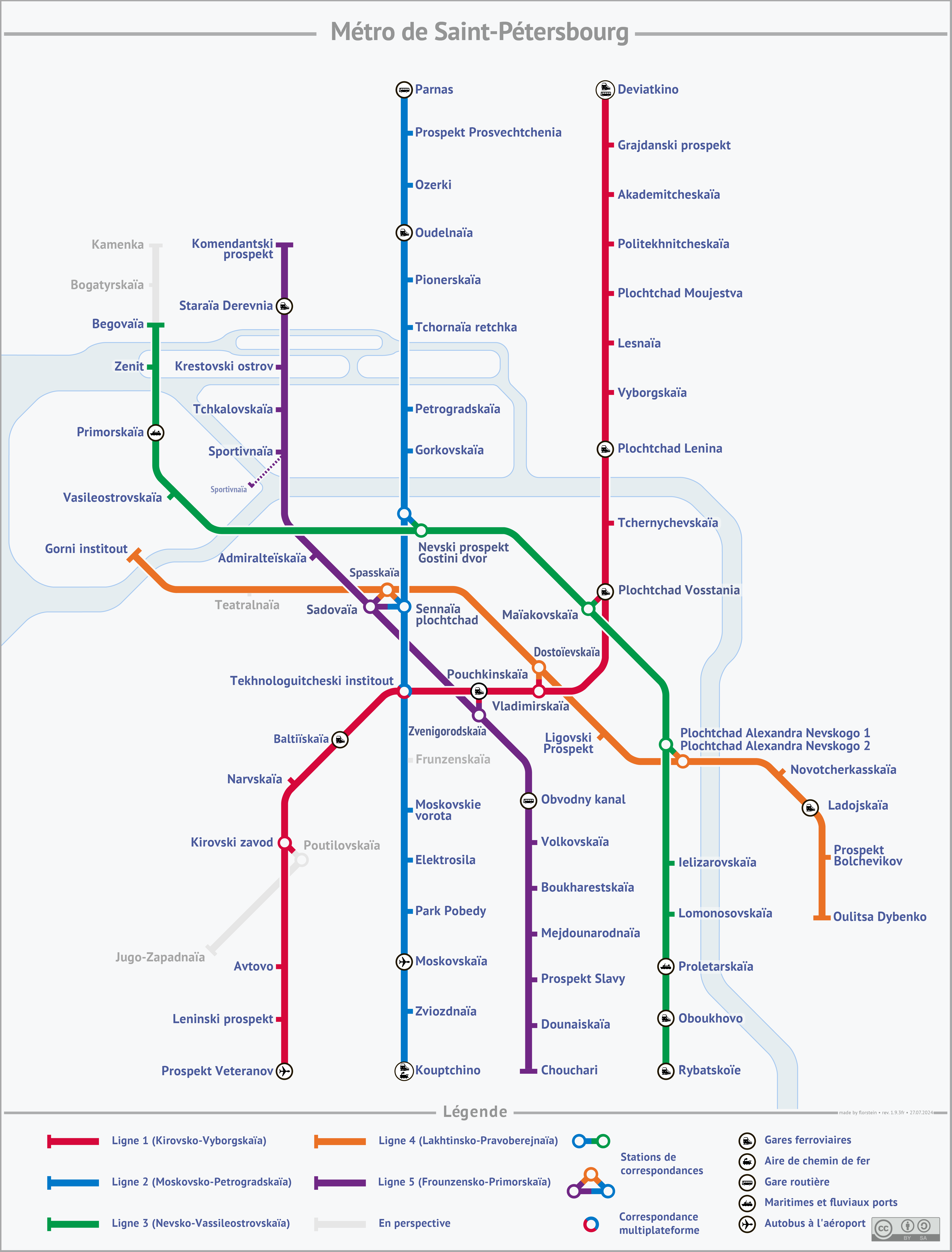
Plan du métro.

Établie en souterrain, à 65 mètres de profondeur, Prospekt Prosvechtchenia est une station de passage de la ligne 2 du métro de Saint-Pétersbourg. Elle est située entre la station Parnas, terminus nord, et la station Ozerki, en direction du terminus sud Kouptchino.
La station dispose d'un quai central encadré par les deux voies de la ligne.

## Histoire
La station Prospekt Prosvechtchenia est mise en service le 19 août 1988, lors de l'ouverture à l'exploitation des 3,73 km de Oudelnaïa à Prospekt Prosvechtchenia,. Elle est nommée en référence à la grande avenue située à proximité.

## Services aux voyageurs

### Accès et accueil
Station profonde, elle est accessible par son bâtiment d'accès situé au nord ouest et relié au nord du quai par un tunnel en pente équipé d'escaliers mécaniques prolongé par un couloir avec des escaliers fixes.

### Desserte
Prospekt Prosvechtchenia est desservie par les rames de la ligne 2 du métro de Saint-Pétersbourg.

Installations
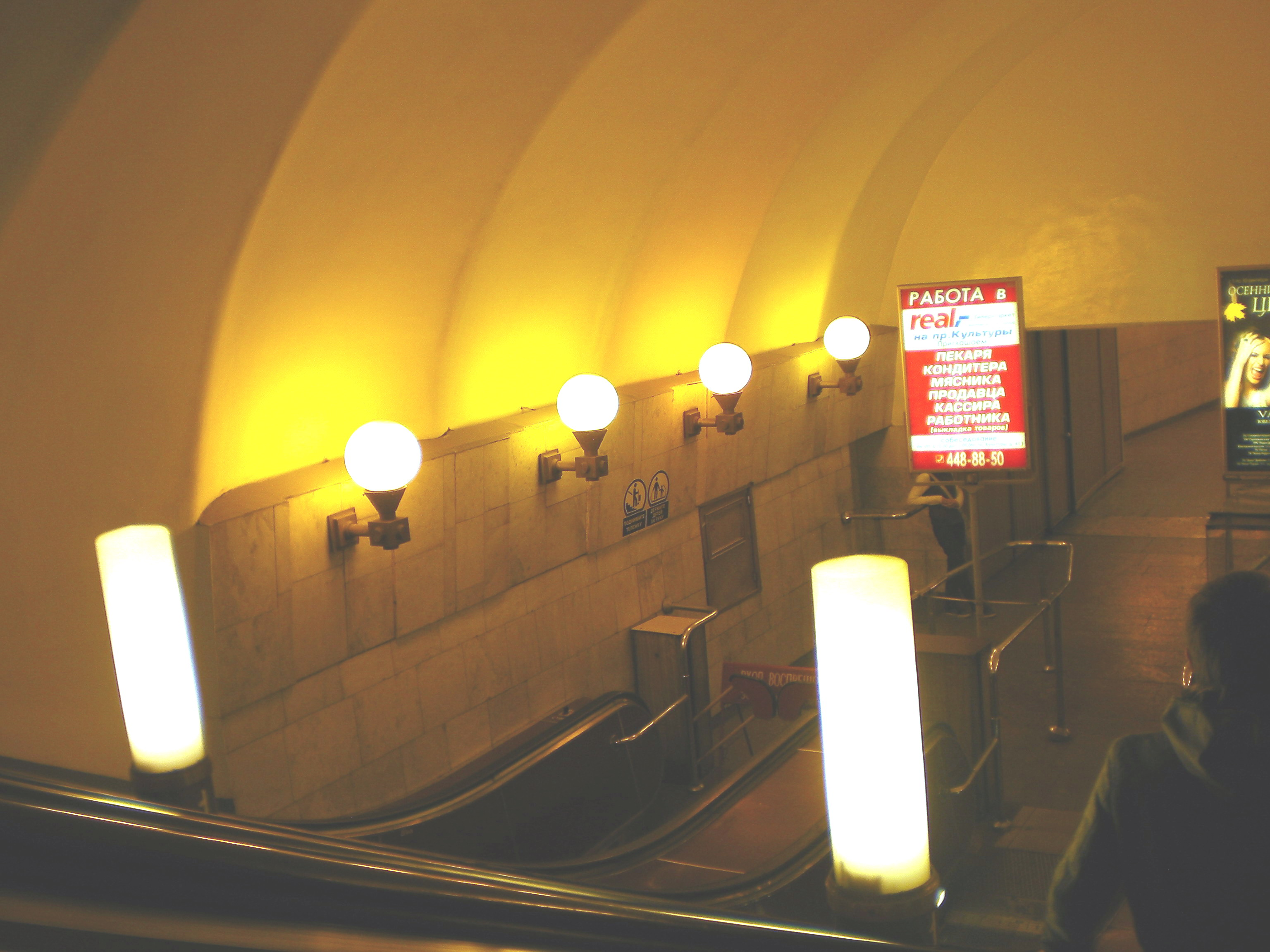
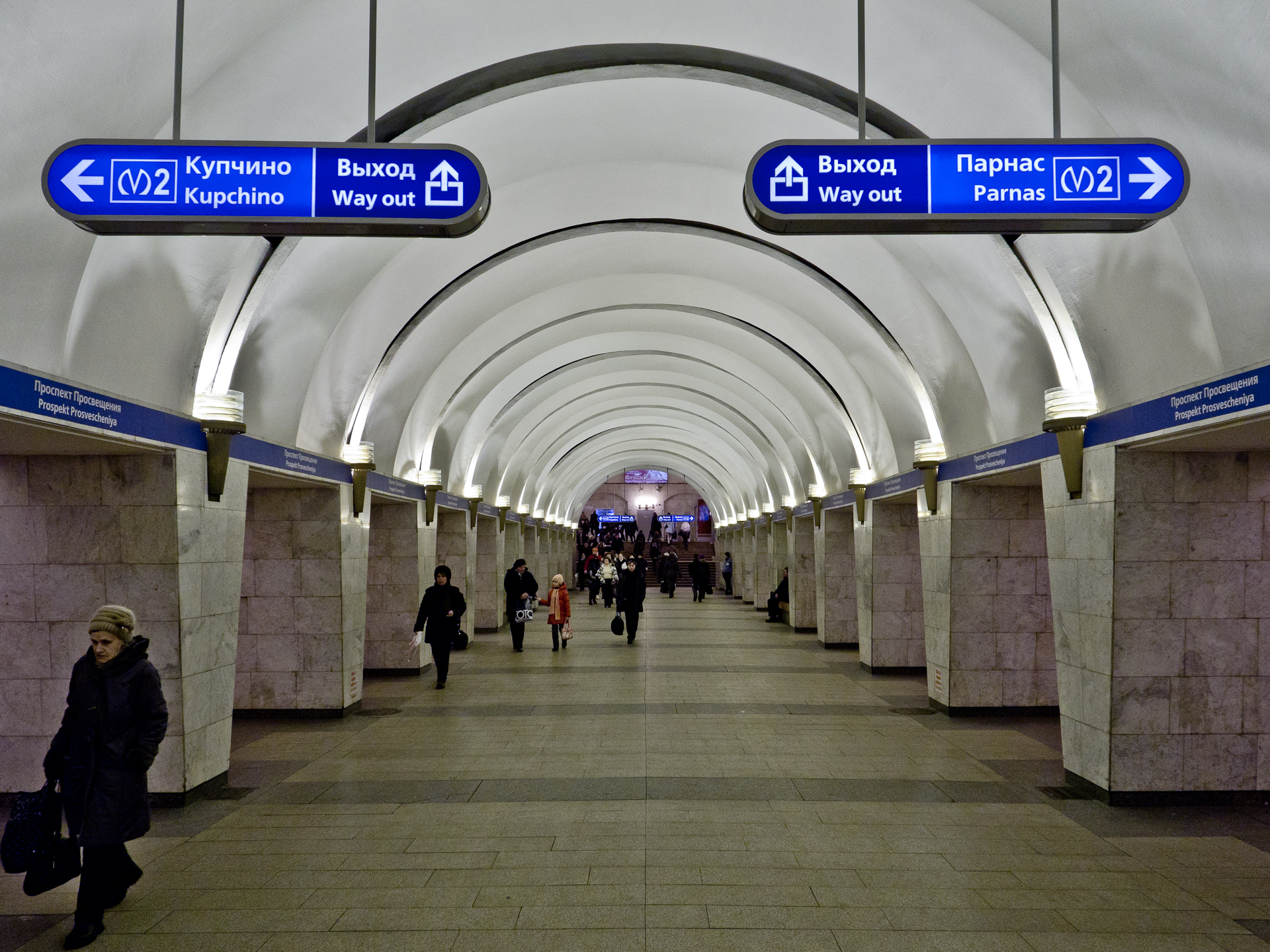
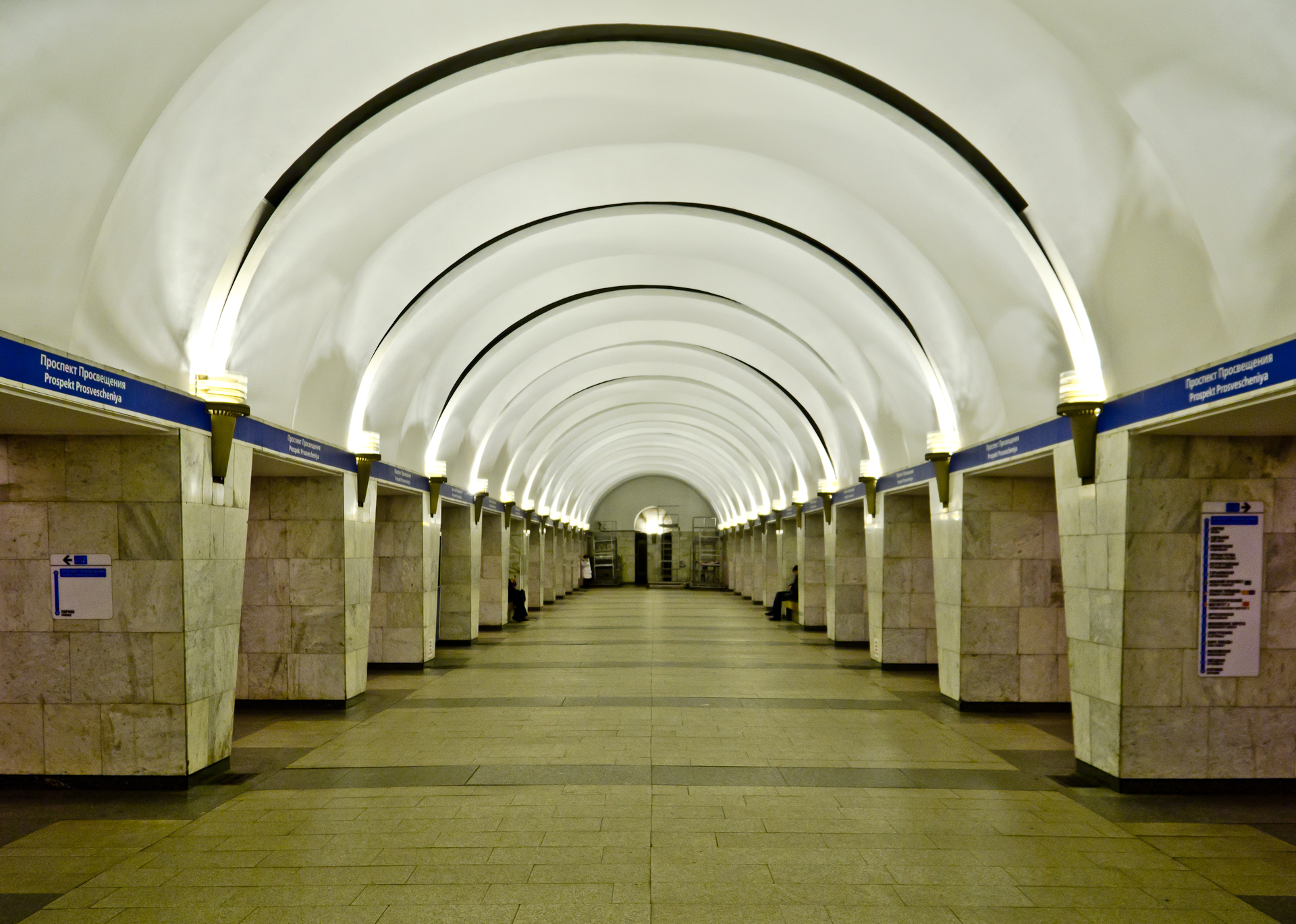

### Intermodalité
À proximité : des stations du  tramway de Saint-Pétersbourg sont desservies par les lignes 21, 55, 58 et 100 ; des arrêts de bus sont desservis par plusieurs lignes.